# Parc aquatique Maya Beach de Shanghai
Le parc aquatique Maya Beach de Shanghai (chinois simplifié : 上海玛雅海滩水上公园 ; chinois traditionnel : 上海瑪雅海灘水上公園 ; pinyin : Shànghǎi mǎyǎ hǎitān shuǐshàng gōngyuán), aussi appelé Playa Maya est un parc d'attractions aquatique situé à Sheshan, dans le district de  Songjiang, à Shanghai, en Chine. Il est détenu par OCT Parks China . Il est situé dans la partie sud-est du parc d'attraction Happy Valley. 
Le parc aquatique occupe une superficie de 128 000 m2, et a été ouvert le 5 juillet 2013. Il peut accueillir 26 000 visiteurs par jour (dont 14 000 visiteurs à la fois). Le parc est ouvert de mi-juin à mi-septembre. C'est un des plus grands parc aquatiques en plein air de Chine. 

## Attractions
Le parc propose 22 attractions  dont une piscine à vague pouvant générer des vagues de 3,5 m de haut .
Des performances sont également proposées aux visiteurs  et il existe des zones réservées aux enfants.

## Traitement de l'eau
Un système de traitement des eaux désinfecte et purifie 21 000 m3 d'eau toutes les 4 à 6 heures.

## Horaires et tickets
Le parc est ouvert de mi-juin à mi-septembre. 
Les tickets peuvent être achetés avec ou séparément de ceux d'Happy Valley. 
Les tickets matinée sont valables de 9h30 à 21h30, et les tickets soirée vont de 16 h 00 à 21 h 30.

## Transport
- Adresse:  888 Zhenlinhu Lu, by Linyin Da Dao (镇林湖路888号, 近林荫大道)

- Métro: Station de métro Sheshan, de la ligne 9 du métro de Shanghai[5], puis navette gratuite jusqu'au parc